# Drowned in Sound
Drowned in Sound (også forkortet DiS) er et virtuel tidsskrift om musik fra Storbritannien.

## Ekstern henvisning
- //  Drowned In Sound Arkiveret 1. august 2015 hos  Wayback Machine